# 네드 데네히
네드 데너히(Ned Dennehy, 영어 발음: /ˈdɛnəhi/, 1965년 12월 8일 ~ )는 아일랜드의 배우이다. 아일랜드에서 태어났다.

## 출연 작품

### 텔레비전
- 퍼레이즈 엔드 (2012)
- 피키 블라인더스 (2013-22)
- Banished (2015)
- 디킨시언 (2015-16, Dickensian)

### 영화
- 블리츠 (2011)
- 제인 에어 (2011) - 닥터 카터 역
- 건즈 아킴보 (2019) - 릭터 역